# 카르빈치시

카르빈치 시의 위치

카르빈치시(마케도니아어: Општина Карбинци)는 마케도니아 공화국 동부에 위치한 지방 자치체로 행정 중심지는 카르빈치이며 면적은 229.7km2, 인구는 4,012명(2002년 기준)이다. 북쪽과 동쪽으로는 프로비슈티프 시와 체시노보오블레셰보 시, 즈르노프치 시, 서쪽과 남쪽으로는 라도비시 시, 슈티프 시와 접한다.